# BAFTA Award för bästa film
Denna artikel består av alla vinnare i kategorierna BAFTA Award for Best Film, BAFTA Award for Best Film Not in the English Language och Outstanding British Film, samt nedlagda tidigare kategorier i anslutning till dessa. Vinnarna utses av British Academy of Film and Television Arts (BAFTA) sedan 1948, vid den årliga galan British Academy Film Awards.

## Vinnare

### 1940-talet
1948
- Best Film from any Source: De bästa åren
- Best British Film: En natt att leva

1949
- Best Film from any Source: Hamlet
- Best British Film: Ögonvittnet

### 1950-talet
1950
- Best Film from any Source: Cykeltjuven
- Best British Film: Den tredje mannen

1951
- Best Film from any Source: Allt om Eva
- Best British Film: Blå lyktan

1952
- Best Film from any Source: Kärlekens hus
- Best British Film: Jag stal en miljon

1953
- Best Film from any Source: Svindlande rymder
- Best British Film: Svindlande rymder

1954
- Best Film from any Source: Förbjuden lek
- Best British Film: På vift med Genevieve

1955
- Best Film from any Source: Fruktans lön
- Best British Film: Vad kvinnan vill

1956
- Best Film from any Source: Richard III
- Best British Film: Richard III

1957
- Best Film from any Source: Gervaise
- Best British Film: Han gav sig aldrig

1958
- Best Film from any Source: Bron över floden Kwai
- Best British Film: Bron över floden Kwai

1959
- Best Film from any Source: Plats på toppen
- Best British Film: Plats på toppen

### 1960-talet
1960
- Best Film from any Source: Ben-Hur
- Best British Film: Fallet Robbins

1961
- Best Film from any Source: Ungkarlslyan
- Best British Film: Lördagskväll och söndagsmorgon

1962
- Best Film from any Source: Ballad om en soldat
- Best British Film: En doft av honung

1963
- Best Film from any Source: Lawrence av Arabien
- Best British Film: Lawrence av Arabien

1964
- Best Film from any Source: Tom Jones
- Best British Film: Tom Jones

1965
- Best Film from any Source: Dr. Strangelove eller: Hur jag slutade ängslas och lärde mig älska bomben
- Best British Film: Dr. Strangelove eller: Hur jag slutade ängslas och lärde mig älska bomben

1966
- Best Film from any Source: My Fair Lady
- Best British Film: Fallet Ipcress

1967
- Best Film from any Source: Vem är rädd för Virginia Woolf?
- Best British Film: Spionen som kom in från kylan

1968
- Best Film from any Source: En man för alla tider
- Best British Film: En man för alla tider

1969
- Best Film: Mandomsprovet

### 1970-talet
1970
- Best Film: Midnight Cowboy

1971
- Best Film: Butch Cassidy och Sundance Kid

1972
- Best Film: Söndag, satans söndag

1973
- Best Film: Cabaret

1974
- Best Film: Dag som natt

1975
- Best Film: Lacombe Lucien

1976
- Best Film: Alice bor inte här längre

1977
- Best Film: Gökboet

1978
- Best Film: Annie Hall

1979
- Best Film: Julia

### 1980-talet
1980
- Best Film: Manhattan

1981
- Best Film: Elefantmannen

1982
- Best Film: Triumfens ögonblick

1983
- Best Film: Gandhi
- Best Foreign Language Film: Kristus stannade i Eboli

1984
- Best Film: Timmarna med Rita
- Best Foreign Language Film: Danton

1985
- Best Film: Dödens fält
- Best Foreign Language Film: Carmen

1986
- Best Film: Kairos röda ros
- Best Foreign Language Film: Överste Redl

1987
- Best Film: Ett rum med utsikt
- Best Foreign Language Film: Ran

1988
- Best Film: Jean de Florette
- Best Foreign Language Film: Offret

1989
- Best Film: Den siste kejsaren
- Best Film Not in the English Language: Babettes gästabud

### 1990-talet
1990
- Best Film: Döda poeters sällskap
- Best Film Not in the English Language: La vie et rien d'autre

1991
- Best Film: Maffiabröder
- Best Film Not in the English Language: Cinema Paradiso

1992
- Best Film: The Commitments
- Best Film Not in the English Language: Den förskräckliga flickan

1993
- Best Film: Howards End
- Best Film Not in the English Language: Den röda lyktan
- Alexander Korda Award for Best British Film: The Crying Game

1994
- Best Film: Schindler's List
- Best Film Not in the English Language: Farväl, min konkubin
- Alexander Korda Award for Best British Film: Shadowlands

1995
- Best Film: Fyra bröllop och en begravning
- Best Film Not in the English Language: Att leva
- Alexander Korda Award for Best British Film: Dödsleken

1996
- Best Film: Förnuft och känsla
- Best Film Not in the English Language: Il postino – postiljonen
- Alexander Korda Award for Best British Film: Den galne kung George

1997
- Best Film: Den engelske patienten
- Best Film Not in the English Language: Löjets skimmer
- Alexander Korda Award for Best British Film: Hemligheter & lögner

1998
- Best Film: Allt eller inget
- Best Film Not in the English Language: L'appartement
- Alexander Korda Award for Best British Film: Nil by Mouth

1999
- Best Film: Shakespeare in Love
- Best Film Not in the English Language: Central do Brasil
- Alexander Korda Award for Best British Film: Elizabeth

### 2000-talet
2000
- Best Film: American Beauty
- Best Film Not in the English Language: Allt om min mamma (Todo sobre mi madre)
- Alexander Korda Award for Best British Film: East Is East

2001
- Best Film: Gladiator
- Best Film Not in the English Language: Crouching Tiger, Hidden Dragon
- Alexander Korda Award for Best British Film: Billy Elliot

2002
- Best Film: Sagan om ringen
- Best Film Not in the English Language: Amores Perros - Älskade hundar
- Alexander Korda Award for Best British Film: Gosford Park

2003
- Best Film: The Pianist
- Best Film Not in the English Language: Tala med henne (Hable con ella)
- Alexander Korda Award for Best British Film: Krigaren

2004
- Best Film: Sagan om konungens återkomst
- Best Film Not in the English Language: In This World
- Alexander Korda Award for Best British Film: Touching the Void

2005
- Best Film: The Aviator
- Best Film Not in the English Language: Dagbok från en motorcykel
- Alexander Korda Award for Best British Film: My Summer of Love

2006
- Best Film: Brokeback Mountain
- Best Film Not in the English Language: Mitt hjärtas förlorade slag (De battre mon coeur s'est arrêté)
- Alexander Korda Award for Best British Film: Wallace & Gromit: Varulvskaninens förbannelse

2007
- Best Film: The Queen
- Best Film Not in the English Language: Pans labyrint (El laberinto del fauno)
- Alexander Korda Award for Best British Film: The Last King of Scotland

2008
- Best Film: Försoning
- Best Film Not in the English Language: De andras liv (Das Leben der Anderen)
- Alexander Korda Award for Best British Film: This Is England

2009
- Best Film: Slumdog Millionaire
- Best Film Not in the English Language: Jag har älskat dig så länge (Il y a longtemps que je t'aime)
- Alexander Korda Award for Best British Film: Man on Wire

### 2010-talet
2010
- Best Film: The Hurt Locker
- Best Film Not in the English Language: En profet
- Outstanding British Film: Fish Tank

2011
- Best Film: The King's Speech
- Best Film Not in the English Language: Män som hatar kvinnor
- Outstanding British Film: The King's Speech

2012
- Best Film: The Artist
- Best Film Not in the English Language: The Skin I Live In
- Outstanding British Film: Tinker, Tailor, Soldier, Spy

2013
- Best Film: Argo
- Best Film Not in the English Language: Amour
- Outstanding British Film: Skyfall

2014
- Best Film: 12 Years a Slave
- Best Film Not in the English Language: Den stora skönheten (La grande bellezza)
- Outstanding British Film: Gravity

2015
- Best Film: Boyhood
- Best Film Not in the English Language: Ida
- Outstanding British Film: The Theory of Everything

2016
- Best Film: The Revenant
- Best Film Not in the English Language: Wild Tales
- Outstanding British Film: Brooklyn

2017
- Best Film: La La Land
- Best Film Not in the English Language: Sauls son
- Outstanding British Film: Jag, Daniel Blake

2018
- Best Film: Three Billboards Outside Ebbing, Missouri
- Best Film Not in the English Language: The Handmaiden
- Outstanding British Film: Three Billboards Outside Ebbing, Missouri

2019
- Best Film: Roma
- Best Film Not in the English Language: Roma
- Outstanding British Film: The Favourite

### 2020-talet
2020
- Best Film: 1917
- Best Film Not in the English Language: Parasit
- Outstanding British Film: 1917

2021
- Best Film: Nomadland
- Best Film Not in the English Language: En runda till
- Outstanding British Film: Promising Young Woman

2022
- Best Film: The Power of the Dog
- Best Film Not in the English Language: Drive My Car
- Outstanding British Film: Belfast

2023
- Best Film: På västfronten intet nytt
- Best Film Not in the English Language: På västfronten intet nytt
- Outstanding British Film: The Banshees of Inisherin

2024
- Best Film: Oppenheimer
- Best Film Not in the English Language: The Zone of Interest
- Outstanding British Film: The Zone of Interest

2025
- Best Film: Konklaven
- Best Film Not in the English Language: Emilia Pérez
- Outstanding British Film: Konklaven